# Рашден енд Даймондс
ФК «Рашден енд Даймондс» (англ. Rushden & Diamonds Football Club) — колишній англійський футбольний клуб з міста Іртлінгборо, заснований 1992 року та розформований у 2011. Виступав у Національній лізі. Домашні матчі приймав на стадіоні «Нене Парк», потужністю 6 441 глядачів.